# Lotte Hahm
Charlotte Hedwig Hahm, dite Lotte Hahm, née le 23 mai 1890 à Dresde et décédée le 17 août 1967 à Berlin, est une autrice et l'une des principales militantes du mouvement lesbien berlinois pendant la République de Weimar et après celle-ci.
Avec Käthe Reinhardt, elle dirige les deux plus importants clubs lesbiens des années 1920 à Berlin, ainsi que plusieurs bars. Elle écrit également des articles, notamment dans le magazine Die Freundin, et pose pour des photographies publicitaires. Elle est engagée dans plusieurs organisations de défense des droits LGBT de l'époque et co-fonde, en 1929, « Transvestitenvereinigung D'Eon », la première association allemande de personnes transgenres.
Avant le début de la Seconde Guerre mondiale, ses établissements sont fermés et elle est dénoncée. Elle est condamnée aux travaux forcés au camp de concentration de Moringen dont elle aurait été libérée en 1939. En 1945, elle reprend ses activités et ouvre, avec Käthe Reinhardt, le premier lieu lesbien de Berlin-Est.

## Biographie

### Débuts et arrivée à Berlin
Lotte Hahm naît à Dresde en 1890. Elle commence sa carrière comme libraire. Durant la première moitié des années 1920, elle se rend à Berlin, où elle se fait un nom en tant que militante lesbienne. La fondation de son « Damenklub Violetta », l'un des plus grands clubs lesbiens de la ville, est particulièrement importante pour la scène lesbienne de la ville. Le lieu est associé à la Deutscher Freundschaftsverband (DFV), l'une des principales organisations homosexuelles de l'époque. 

### Durant la République de Weimar

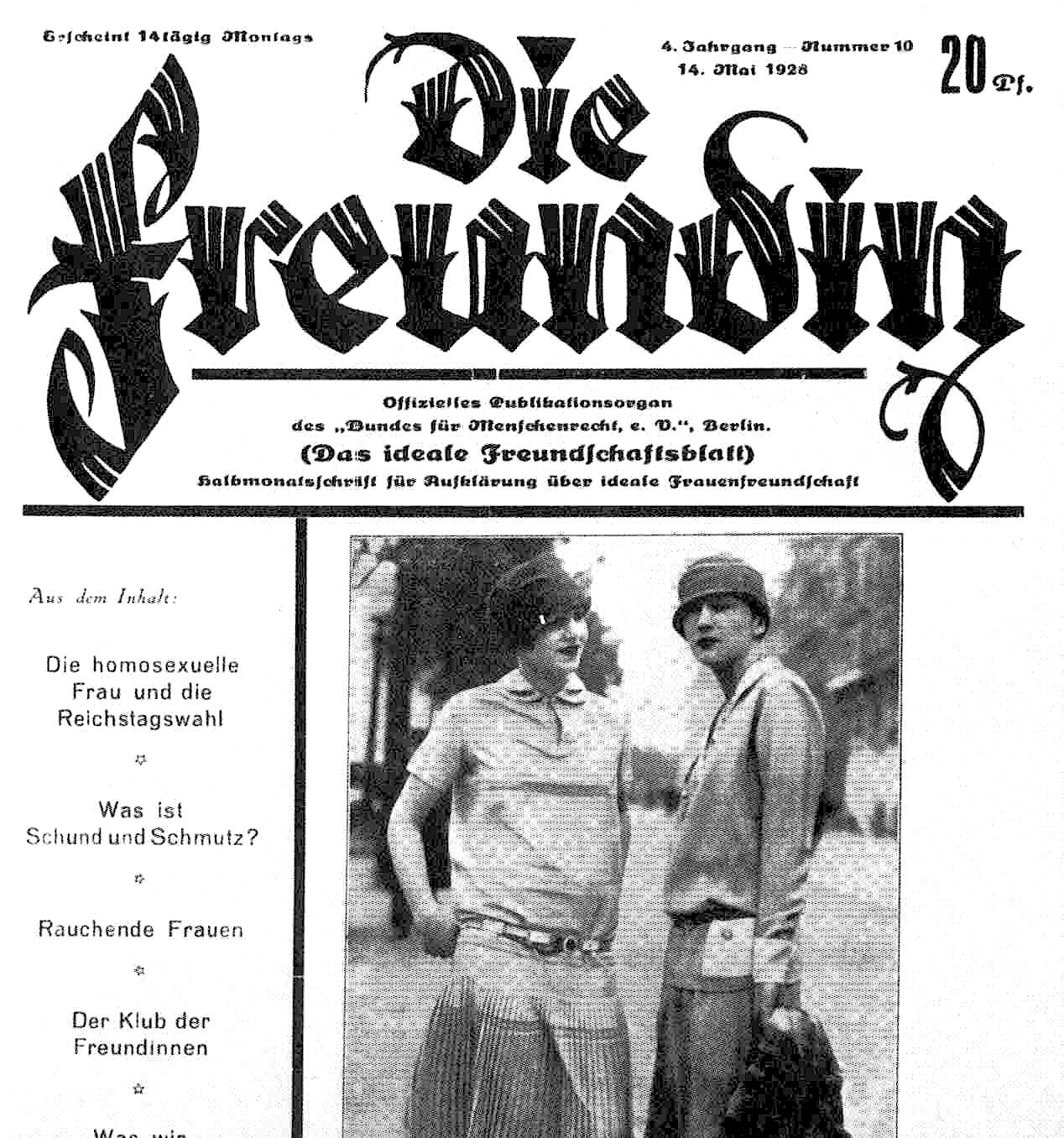
Couverture du magazine lesbien allemand Die Freudin, en 1928.

En 1929, Lotte Hahm et Käthe Reinhardt réunissent leurs deux clubs, le « Damenklub Violetta » et le « Monbijou ». Elle s'associe alors au Bund für Menschenrecht (« Fédération des droits de l'homme »), organisation homosexuelle comptant 48 000 membres dans les années 1920. La fusion des deux grands clubs et le changement d'affiliation font grand bruit sur la scène lesbienne de l'époque ; le magazine Frauenliebe parle de « trahison »[réf. nécessaire].  
Plusieurs photographies publicitaires montrent Lotte Hahm dans des positions décontractées portant des vêtements pour hommes. Elle aurait été titulaire d'une licence de travestissement, néanmoins l'identité de Lotte Hahm en tant que femme est présumée. Durant ces années, elle apparaît régulièrement en une du magazine Die Freundin dans lequel elle écrit aussi des articles,. 
En 1929, avec Felix Abraham, elle participe à la fondation de la première organisation allemande pour les personnes transgenres, l'association « Transvestitenvereinigung D'Eon », qui perdure jusqu'en 1932. L'organisation est basée à l'Institut de Sexologie de Magnus Hirschfeld et a été dirigée par Lotte Hahm jusqu'en 1930. Elle est aussi impliquée dans l'organisation de groupes lesbiens; elle est par exemple à la tête du groupe de femmes du Bund für Menschenrecht de 1928 à 1930. Puis, elle appelle à la formation d'une « Fédération pour l'amitié des femmes idéales » d'envergure nationale,, dont les statuts sont publiés en mai 1930.
Entre 1926 et 1929, Lotte Hahm rencontre Käthe Fleischmann, de dix ans sa cadette, qui devient sa compagne. Käthe Fleischmann est propriétaire d'un bar et restaurant, mariée et mère de deux fils. Elle divorce en 1929 et aide Lotte Hahm dans l'ouverture et la gestion des deux restaurants lesbiens : « Monokel-Diele » et « Manuela-Bar ».

### Pendant la période nazie

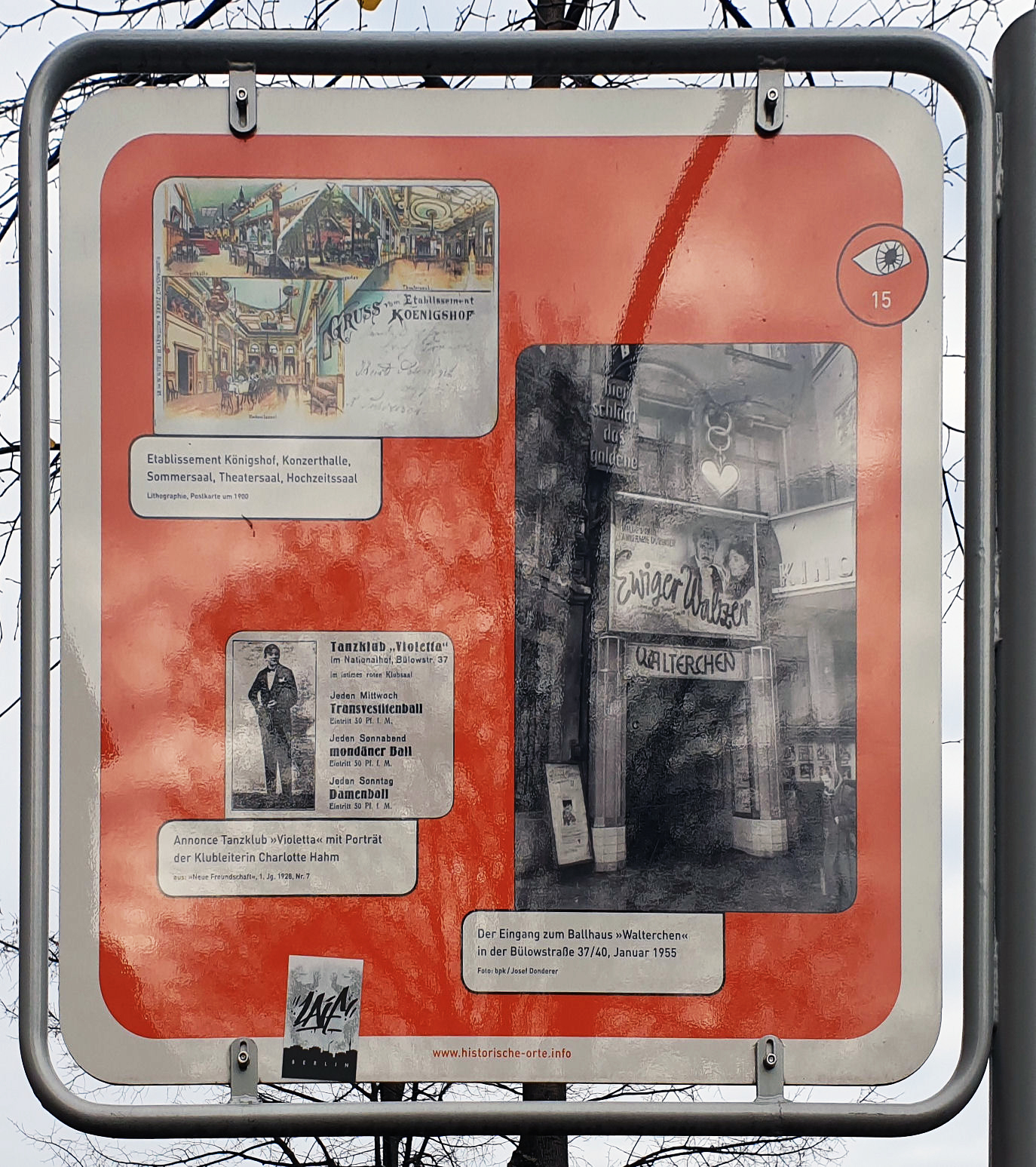
Plaque commémorative évoquant Lotte Hahm, à Berlin.

En tant que juive, Käthe Fleischmann voit l'ouverture de ses établissements perturbée à plusieurs reprises par la Sturmabteilung dès l'automne 1932, ce qui la conduit à vendre ses locaux à un prix cassé dans le cadre de la Spoliation des Juifs par les nazis. En 1933, tous les bars lesbiens sont fermés et les magazines interdits, Lotte Hahm perd son travail.
Malgré les risques encourus, le couple de femmes s'associe pour continuer à proposer des lieux de culture lesbienne. Elles rebaptisent le club « Violetta » en « Sportclub Sonne », dont les événements se déroulent jusqu'en décembre 1934 dans la Jewish Lodge House au Joachimsthaler Straße 13 (aujourd'hui Synagogue Centrale Orthodoxe de Berlin) et en 1935 au Berliner Straße 53. Après une dénonciation, le 17 juillet 1935, des officiers de police et de la Chambre de la musique du Reich y observent environ soixante-cinq femmes ; cinquante-quatre femmes ont été arrêtées lors du raid du 24 juillet. Lotte Hahm n'est pas présente lors de cette intervention. D'après les sources, elle se trouvait à Hiddensee, un endroit « connu comme un lieu de rencontre des homos. femmes ». Elle y aurait ouvert une pension, probablement pour les lesbiennes.
La vie de Lotte Hahm durant la période nazie est mal documentée et certains éléments rapportés sont en partie contradictoires. Il est possible qu'elle ait été identifiée par les nazis dès 1933. Selon un rapport d'un témoin, elle aurait été arrêtée car accusée par le père d'un ami de séduire une mineure. Il est certain qu'elle a été emmenée au camp de concentration de Moringen au début de l'année 1935,. Elle aurait expliqué à ses codétenues qu'un inconnu à l'Alexanderplatz lui avait demandé de s'occuper de sa valise. La Gestapo aurait fouillé cette valise, y avait trouvé de documents communistes. Dans le camp, Lotte Hahm aurait rejoint un groupe communiste, et aurait, vraisemblablement, été torturée. Elle a gardé le silence sur ses expériences dans le camp de concentration même après la Seconde Guerre mondiale.
En 1939, Lotte Hahm aurait été libérée et aurait repris ses activités antérieure, en fondant un nouveau lieu de rencontre lesbien sur l'Alexanderplatz qui, cependant, n'a que très peu duré. Sa compagne Käthe Fleischmann est restée, quant à elle, secrètement active en tant que restauratrice, malgré la situation mettant sa vie en danger. En 1938, elle est condamnée aux travaux forcés ; en 1941, elle réussit à s'échapper et survit en changeant régulièrement de cachette grâce à Lotte Hahm.

### Après la Seconde Guerre mondiale
Dans l'immédiate après-guerre, Lotte Hahm reprend ses activités avec Käthe Reinhardt. Elles organisent des bals lesbiens. En 1945, elles rouvrent un bar pour lesbiennes près de l'Alexanderplatz, dont le nom et l'emplacement exact sont inconnus. Le bar aurait existé de 1945 à 1947 pendant environ un an et demi et est désigné comme le premier restaurant lesbien de Berlin-Est. Lotte Hahm est aussi impliquée dans la refondation du Bund für Menschenrecht, 1958, refonte qui échoue.
Lotte Hahm et Käthe Fleischmann se séparent au plus tard à la fin des années 1950. Dans les années 1960, Käthe Fleischmann refuse de rendre hommage à Lotte Hahm pour son soutien pendant la période nazie. Les deux femmes meurent la même année, Lotte Hahm décède en août 1967 à Berlin-Wannsee.

## Reconnaissance
L'apport de Lotte Hahm est considéré de son vivant. Déjà pour le premier anniversaire de « Damenklub Violetta », deux poèmes à son sujet ont été publiés dans Frauenliebe, l'un de Selli Engler : « Toi, qui nous as préparé une maison avec une diligence noble et sérieuse, et qui, avec un front fier et libre, avance seulement avec force, tu continueras à être notre guide, et nous aurons confiance en toi... Par conséquent, guide, montre-nous le chemin du bien et du bonheur, et construis avec nous un pont solide vers le monde entier. »
En 1928, le magazine homosexuel Neue Freundschaft décrit Lotte Hahm comme « l'une de nos leadeuses les plus connus et les plus populaires dans le mouvement des femmes homoérotiques de Berlin. » Franz Scott la considère, au début des années 1930 aux côtés de Selli Engler, comme une personnalité importante du premier mouvement lesbien.
Aujourd'hui, Lotte Hahm est reconnue pour son engagement comme l'une des « militantes les plus importantes de la sous-culture homosexuelle, en particulier à Berlin » et « une importante championne de l'organisation des femmes homosexuelles et des personnes travesties pendant la République de Weimar ». Son « sens de l'organisation, son énergie infatigable et [...] beaucoup de courage sont soulignés ».